# Pantelegraaf

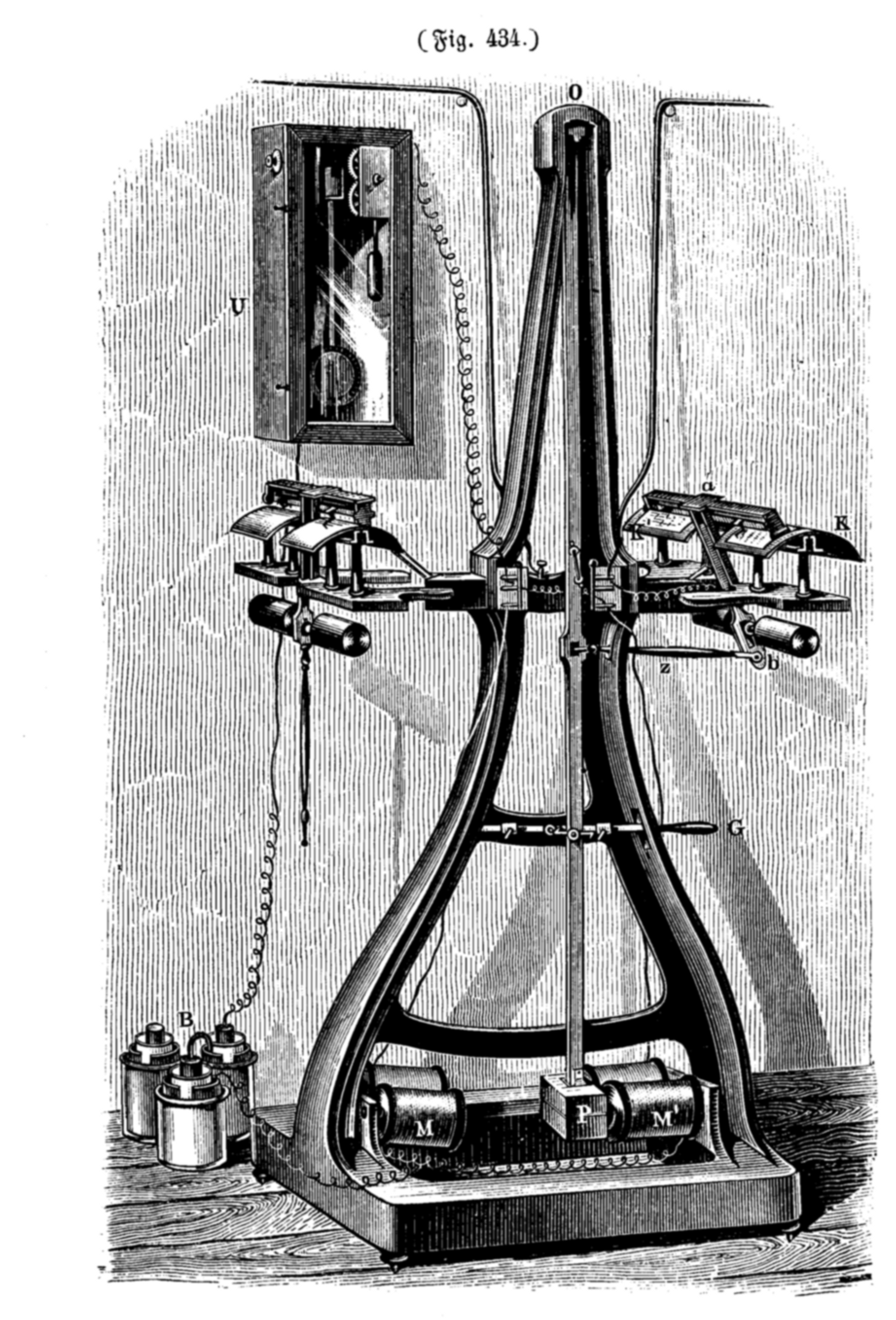
Pantelegraaf

De pantelegraaf, een samentrekking van pantograaf en telegraaf, is een niet meer gebruikt apparaat dat afbeeldingen over lange afstand kan versturen en ontvangen via telegrafielijnen. Het werd midden 19e eeuw ontwikkeld door de Italiaan Giovanni Caselli en wordt beschouwd als de voorloper van de faxmachine.

## Constructie en werking
De pantelegraaf bestaat uit een drie meter hoog statief van gietijzer waarin een lange slinger beweegt. De afzender schreef zijn bericht met een niet-geleidende inkt op een metaalfolie, die vervolgens op een gekromde metalen plaat werd bevestigd. Een aftastnaald van platina bewoog bij iedere uitzwaai van de slinger over het origineel. Net als bij de kopieertelegraaf van Alexander Bain wordt hierbij een elektrische stroom al of niet onderbroken.
Deze stroom loopt via een telegraafdraad naar een identieke pantograaf aan de ontvangstzijde. Hier beweegt de naald over een vel papier dat met kaliumferrocyanide is behandeld. Op de plaatsen waar de stroom door het geprepareerde papier loopt, treedt door de chemische reactie een donkerblauwe verkleuring op.
Om een goede reproductie te krijgen is het belangrijk dat de slinger van de ontvanger met exact dezelfde snelheid zwaait als die van de zender. Caselli bereikte dit door een elektrische puls te gebruiken die de snelheid van de slinger corrigeerde via elektromagneten. Deze magneten waren aan het statief bevestigd aan weerszijden van de slinger.

## Gebruik
Met steun en subsidie van Napoleon III werd de pantelegraaf in 1865 voor het eerste gebruikt tussen Parijs en Lyon, later gevolgd door Marseille en andere Franse steden. Hoewel perfect in staat om geschreven teksten te versturen werd, doelbewust of niet, de pantelegraaf alleen gebruikt om de handtekening te controleren bij bank- en handelstransacties. De pantelegraaf was namelijk het enige beschikbare systeem dat dit kon doen. Het systeem bleef maar een paar jaar in gebruik, want na de nederlaag van Napoleon in de Frans-Duitse Oorlog van 1870 werden alle diensten door de Franse regering beëindigd.
Naast Frankrijk werden ook in het Verenigd Koninkrijk en Rusland een pantelegraafdienst opgezet. Echter, de dienst tussen Londen en Liverpool werd, behalve een demonstratie, nooit voor het publiek geopend doordat in 1864 een economische crisis uitbrak. De pantelegraaf werd in Rusland alleen gebruikt om berichten uit te wisselen tussen de keizerlijke residenties van Sint-Petersburg en Moskou.
Twee topambtenaren van het Chinese Keizerrijk vroegen in 1863 om een demonstratie van de pantelegraaf in de werkplaats van Paul-Gustave Froment. Ze waren sterk onder de indruk van Caseilli's uitvinding omdat die in een keer het lastige probleem oploste om ideogrammen telegrafisch te versturen. Ondanks de onderhandelingen tussen China en Italië, met het doel om in Peking een experiment met de pantelegraaf te beginnen, werd dit plan nooit ten uitvoering gebracht. De toepassing om ideogrammen met de pantelegraaf telegrafisch te versturen werd later door Japan opnieuw opgepakt, waaraan we de faxmachine te danken hebben.
Musea bezitten nog enkele originele exemplaren die bewaard zijn gebleven. Een werkende reconstructie van Caselli's pantograaf is in het Museo Nazionale della Scienza e della Tecnologia Leonardo da Vinci, het Nationaal Museum voor Wetenschap en Technologie Leonardo da Vinci, te zien, in Milaan.